# Інара Мурнієце
Інара Мурнієце (латис. Ināra Mūrniece; 30 грудня 1970, Рига, Латвійська РСР) — латвійська журналістка, політикиня. Журналістка газети Latvijas Avīze (до 2011 року).
2007 року закінчила Вищу школу економіки та культури за спеціальністСолвіта Аболтиняю «перекладач». 2011 року обрана депутатом 11 Сейму від Національного об'єднання «Все для Латвії!» — «Батьківщині та свободі/ДННЛ», стала головою комісії з прав людини та громадських справ. 4 жовтня 2014 року обрана до 12-го скликання Сейму Латвії. 4 листопада 2014 року обрана головою (спікером) Сейму Латвії. 14 грудня 2022 року призначена міністром Оборони Латвії.

## Нагороди
- Орден князя Ярослава Мудрого ІІ ступеня (21 жовтня 2022 року, Україна) — за значні особисті заслуги у зміцненні міждержавного співробітництва, підтримку державного суверенітету та територіальної цілісності України, вагомий внесок у популяризацію Української держави у світі.[2]